# Eparchie goroděcká
Eparchie Goroděc je eparchie ruské pravoslavné církve nacházející se v Rusku.

## Území a titul biskupa
Zahrnuje správní hranice území Varnavinského, Vetlužského, Voskresenského, Goroděckého, Krasnobakovského, Koverninského, Sokolského, Semjonovského, Tonkinského, Tonšajevského, Ureňského, Šarangského a Šachuňského rajónu Nižněnovgorodské oblasti.
Eparchiálnímu biskupovi náleží titul biskup goroděcký a vetlužský.

## Historie
Roku 1927 byl založen goroděcký vikariát nižněnovgorodské eparchie. Dne 8. května stejného roku byl archimandrita Neofit (Korobov) jmenován prvním biskupem vikariátu. Během krátké doby řízení vikariátu vysvětil biskup Neofit několik kněží a podpořil rodiny těch, kteří byli utlačováni pro svou víru. Dne 1. srpna 1929 byl přeložen do vetlužského vikariátu. Poté nebyl vikariát obsazen.
Dne 15. března 2012 byla rozhodnutím Svatého synodu zřízena goroděcká eparchie oddělením území z nižněnovgorodské eparchie. Stala se součástí nově vzniklé nižněnovgorodské metropole.

## Seznam biskupů

### Goroděcký vikariát
- 1927–1929 Neofit (Korobov)

### Goroděcká eparchie
- 2012–2023 Avgustin (Anisimov)
- od 2023 Paramon (Holubka)